# Veronica scheereri
Veronica scheereri là một loài thực vật có hoa trong họ Mã đề. Loài này được (J.-P.Brandt) Holub miêu tả khoa học đầu tiên năm 1973.